# Stary Młyn (Będargowo)
Stary Młyn – część wsi Będargowo w Polsce, położona w województwie pomorskim, w powiecie wejherowskim, w gminie Szemud.
W latach 1975–1998 Stary Młyn administracyjnie należał do województwa gdańskiego.